# Deftones
Deftones (читается как «Дэфтоунз», МФА: [defˈtoʊnz]) — американская метал-группа из города Сакраменто, штат Калифорния. Группа была образована в 1988 году музыкантами Чино Морено (вокал, ритм-гитара), Стивеном Карпентером (соло-гитара), Эйбом Каннингемом (барабаны) и Домиником Гарсией (бас-гитара). В течение пяти лет состав несколько раз менялся, но был окончательно укомплектован в 1993 году, когда барабанщик Эйб Каннингем вернулся в группу после своего ухода. Эйб заменил игравшего на ударных Доминика Гарсия в 1990 году, а роль бас-гитариста была отдана Чи Ченгу. В таком составе группа существовала в течение 15 лет, в 1999 году к Deftones присоединился клавишник и диджей Фрэнк Делгадо. В 2008 году басист Чи Ченг попал в аварию, что чуть не привело группу к распаду. На его место вскоре был выбран бас-гитарист пост-хардкор группы Quicksand Серхио Вега. Группа известна как одна из самых экспериментальных групп, которая появилась на альтернативной метал-сцене.
С момента своего создания Deftones выпустили девять студийных альбомов. После подписания контракта с лейблом Maverick Records в 1993 году, группа издала свой дебютный альбом под названием Adrenaline в 1995 году. После выпуска альбома группа долгие месяцы участвовала в многочисленных турах с разными группами в поддержку своего дебютника, постепенно набирая численность своих поклонников. В 1997 году группа выпустила второй студийный альбом Around the Fur. Альбом и синглы из альбома достигли многих позиций в разных чартах, а также впервые альбому Around the Fur было присвоен сертификат RIAA. Группа снискала бо́льший успех после издания третьего по счёту альбома White Pony в 2000 году. Этот альбом показал переход группы от раннего звучания в более экспериментальное. Дебютный сингл из альбома «Change (In the House of Flies)» стал наиболее коммерчески успешным для группы, а песня «Elite» выиграла премию «Грэмми» в номинации «Лучшее метал-исполнение». Альбом White Pony стал первым из трёх альбомов группы, который стал платиновым в США.
Четвёртый одноимённый альбом группы вышел в 2003 году. Несмотря на растущий критический успех, продажи альбома оказались низкими по сравнению с предыдущим альбомом. Следующий альбом, Saturday Night Wrist, был выпущен в 2006 году, несмотря на внутреннюю напряжённость в группе во время записи. Запись альбома проходила с постоянными перерывами, отчасти связанными с наркозависимостью Чино. В 2008 году, в то время как Deftones работали над альбомом с рабочим названием Eros, басист Чи Ченг попал в автомобильную аварию, в результате чего он впал в кому, а через 5 лет 13 апреля 2013 года, после отчаянных попыток врачей вернуть его в сознание, Чи скончался. Тем временем группа приостановила выпуск альбома Eros и начала запись нового материала совместно с новым бас-гитаристом Серхио Вега. Вместе Deftones выпустила альбом Diamond Eyes в 2010 году и Koi No Yokan в 2012 году. В 2016 году группа выпустила новый студийный альбом под названием Gore, а в 2020 — альбом Ohms.

## История

### Формирование и дебютный альбом (1988—1995)
В 1988 году трое учащихся средней школы из Сакраменто — Стивен Карпентер (гитара), Эйб Каннингем (ударные) и Чино Морено (вокал) — начали устраивать совместные джемы. Басисты на первых порах менялись довольно часто, и лишь с появлением Чи Ченга четырёхструнная вакансия была закрыта.
Название «Deftones» придумал гитарист группы Стивен Карпентер, по словам которого, это комбинация слов «def» (сленговое выражение, примерно «классные») и «tones» («звуки»), популярных среди музыкальных коллективов 1950-х годов.
В интервью журналу Guitar World Карпентер рассказал, что заменил увлечение скейтбордом игрой на гитаре, когда в пятнадцатилетнем возрасте был сбит пьяным водителем и лежал в больнице со сломанной ногой. По его словам, именно на средства, выплаченные водителем в качестве компенсации, была приобретена первая аппаратура для группы. Однако в интервью, опубликованном в январском номере журнала Metal Edge за 2007 год, Эйб Каннингэм заявил, что это всего лишь «миф о том, как начиналась группа».
В начале своей карьеры квартет ориентировался на традиционный хеви-метал, но с наступлением 1990-х годов к обычному металлу стали примешиваться влияния The Cure, Tool, Rage Against The Machine и Faith No More. В течение нескольких лет группа гастролировала, пытаясь заключить контракт с каким-нибудь лейблом. В 1993 году на кассете был выпущен первый демоальбом (Like) Linus.
Коллектив наконец-то привлёк внимание представителей Maverick Records, и в октябре 1995 года этот лейбл выпустил дебютник Deftones — Adrenaline. При прослушивании альбома замечалось большое влияние The Smashing Pumpkins, через несколько лет Чино Морено сказал в одном интервью, что он очень любит первые 3 альбома этой группы. Почти все песни в альбоме тяжёлые и эмоциональные, а немного сырой звук придаёт особую атмосферу пластинке. В альбоме заявлено 10 треков, но на самом деле их 11, скрытым треком является композиция «Fist». Из альбома вышло два сингла — «7 Words» (1995) и «Bored» (1996). На них были сняты клипы. Спродюсированный Терри Дэйтом (Metal Church, Soundgarden, Pantera) альбом имел относительно скромный успех.

### Коммерческий успех:Around the FurиWhite Pony(1996—2002)
Настоящий успех ждал группу после выхода второго альбома — Around the Fur. Звучание команды немного изменилось, появились электронные семплы на заднем плане некоторых песен («My Own Summer (Shove It)», «Around the Fur», «Dai the Flu», «Headup» и «MX»), за счёт помощи клавишника Франка Дельгадо, которой уже через несколько лет стал официальным членом Deftones. Кроме Deftones, в записи альбома участвовали — Макс Кавалера (вокал и гитара в «Headup»), Анналин Каннингэм (вокал в «MX») и клавишник Франк Дельгадо. Этот альбом считается самым агрессивным у группы, несмотря даже на то, что два сингла из альбома стали весьма успешными коммерчески. Благодаря хитам «My Own Summer (Shove It)» и «Be Quiet And Drive (Far Away)» группе удалось занять своё место в ню-металлической лиге.
В 1998 году Deftones записали кавер песни «To Have And To Hold» группы Depeche Mode для трибьют-альбома For the Masses.

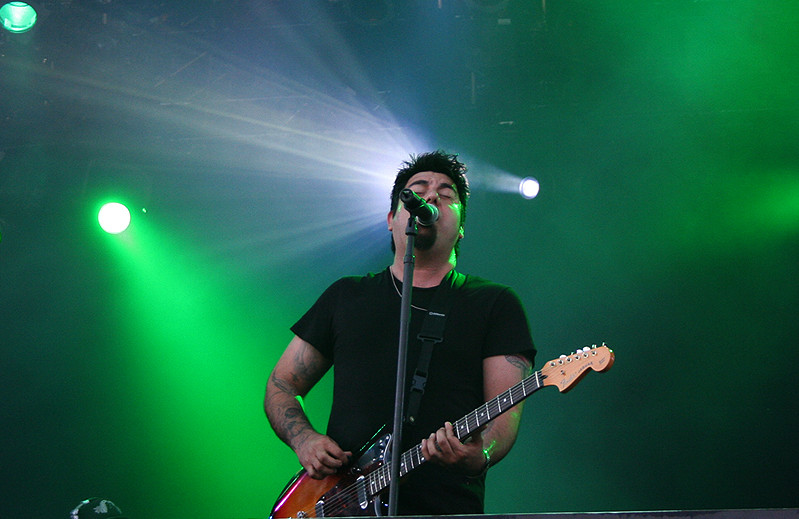
Начиная с альбома White Pony, Морено является ритм-гитаристом группы

С выходом альбома White Pony звучание команды заметно изменилось, и в её прежний стиль звучания влились компоненты, позаимствованные у Cure, Smiths и My Bloody Valentine, в альбоме кроме привычного альтернативного рока, пост-гранжа и ню-метала, появились элементы прогрессивного метала, шугейза, трип-хопа, нью-вейва. Альбом стал платиновым, а за песню «Elite» группе вручена «Грэмми» (в номинации «Best Metal Performance»). Кроме «Elite», очень популярны ещё 3 песни из альбома — это синглы «Change (In the House of Flies)» (2000), «Back To School (Mini Maggit)» (2000) и «Digital Bath» (2001). На все эти песни были сняты клипы. Также, альбом White Pony очень примечателен количеством приглашённых музыкантов. В их числе: Мэйнард Джеймс Кинан (Tool, A Perfect Circle), Скотт Вейленд (Stone Temple Pilots), Родлин Гетскик, DJ Crook (Team Sleep). Это первый альбом, записанный группой впятером (с Фрэнком Дельгадо, который пришёл в Deftones в 1999 году), а также с этого альбома в группе стало 2 гитариста — вокалист Чино Морено тоже взялся за инструмент, и написал партии к некоторым песням. Изначально White Pony появился на CD в 2000 году в трёх изданиях — сером (стандартное с 11 треками), чёрном и красном (лимитированные с бонус-треком «The Boy’s Republic»). Через несколько месяцев вышел четвёртый вариант CD — с белой обложкой. В качестве бонуса альбом открывал сингл «Back to School (Mini Maggit)». Также White Pony несколько раз переиздавался на виниле. Группа была в турне в поддержку альбома с 2000 по 2001 год включительно (в том числе музыканты выступили в Москве в 2001 году). В 2002 году был записан DVD Music in High Places: Live in Hawaii (вышел уже после релиза альбома Deftones), но фанатами и самой группой этот диск не признаётся как полноценный концертный DVD. В 2002 году группа приступила к записи четвёртого альбома.

### DeftonesиSaturday Night Wrist(2003—2007)

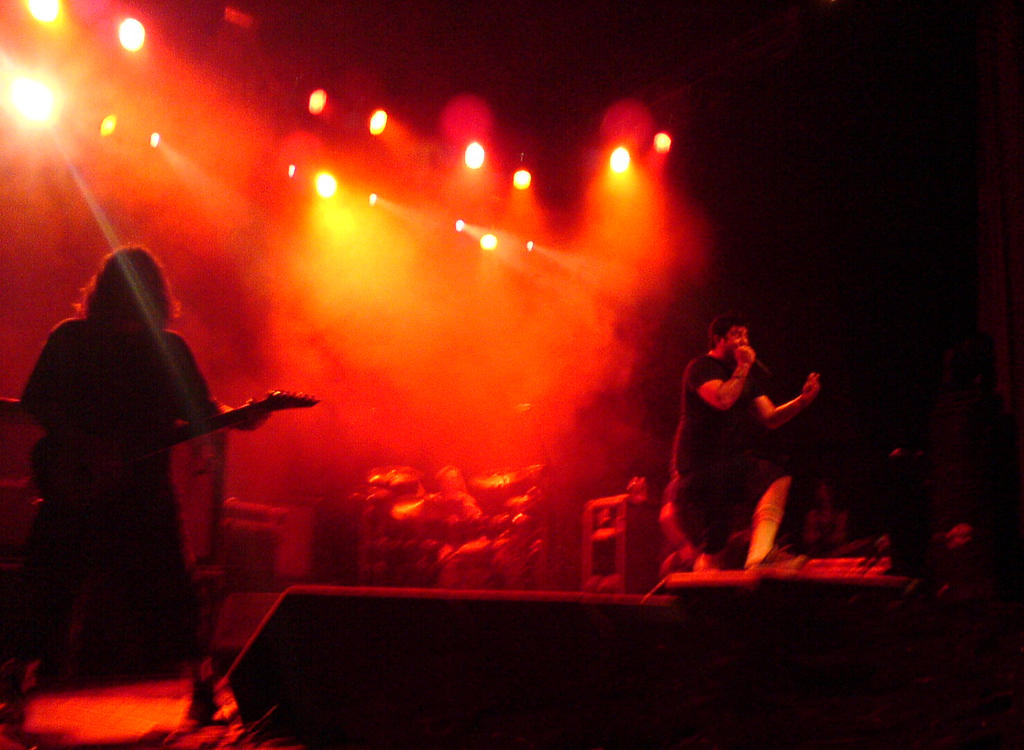
Концерт Deftones в Глазго в июне 2006

Одноимённый диск Deftones вышел в свет в мае 2003 года. Диск вышел намного мрачней, тяжелей и депрессивней предшественника White Pony. Главным хитом альбома стала песня «Minerva» — один из самых успешных синглов Deftones. Поначалу альбом должен был называться «Lovers». Но в итоге был просто назван в честь группы. Вторым синглом в декабре 2003 года вышел трек «Hexagram», но он не добился успехов в чартах. Трек «Bloody Cape» не стал синглом, но на него сняли клип и он попал на EP «Hexagram» и часто игрался группой на концертах. В записи трип-хоп-композиции «Lucky You» поучаствовал DJ Crook из Team Sleep, проекта Чино Морено. Эта песня вошла в саундтрек к фильму «Матрица: Революция». Группа гастролировала по миру в поддержку альбома с зимы 2003 года и до 2004 года. А в 2005 году был выпущен первый CD+DVD релиз группы — сборник B-Sides & Rarities.
Осенью 2006-го вышел альбом Saturday Night Wrist. На этом диске группа практически полностью отошла от стандартного ню-метала и альтернативы в сторону прогрессив-метала, экспериментального рока, психоделичной электроники, шугейза, пост-хардкора и пост-рока. Диск записывался почти два года, с перерывами. Альбом вышел в двух изданиях, обычном и цензурном. На обычной копии диска композиция «Pink Cellphone», записанная с вокалисткой Annie Hardy, идёт 5 минут 4 секунды, а на версии с цензурой — 3 минуты 54 секунды, от песни отрезан последний куплет который изобилует ненормативной лексикой. Также в цензурной версии заменён мат в песнях «Rapture» и «Rats!Rats!Rats». Это первый альбом Deftones, который не продюсировал Терри Дейт. Продюсированием занимались несколько человек: Шон Лопез (гитарист группы Far и близкий друг Deftones, член группы Crosses), Боб Эрзин, Аарон Спринкл. Также в записи альбома принял участие вокалист System of a Down Серж Танкян, он исполнил вокальную партию в композиции «Mein», она стала синглом после лид-сингла «Hole in the Earth» в 2007 году. Группа провела в турне почти два года, посетив с концертом Москву в 2006 году.

### Diamond Eyes,Koi No Yokan,GoreиOhms(после 2007 года)
В конце 2007 года Deftones приступили к подготовке пластинки с рабочим названием Eros, но из-за того что Чи Ченг серьёзно пострадал в автомобильной аварии, запись была отложена на неопределённый срок. Временно на его место был принят Сержио Вега (Quicksand). Группа бросила все силы на новый альбом Diamond Eyes, который увидел свет в мае 2010 года. C него вышло четыре сингла — «Rocket Skates», «Diamond Eyes», «Sextape» и «You’ve Seen The Butcher». На все синглы были сняты клипы. Diamond Eyes был записан в течение нескольких месяцев. Впервые со времён Adrenaline в альбоме нет приглашённых музыкантов, а также это первый альбом, записанный группой без басиста Чи Ченга.
16 апреля 2011 года в честь Record Store Day вышел официальный сборник Covers. На него попали песни, уже выходившие на сборнике B-Sides and Raritets, а также треки из цифровых изданий альбомов Saturday Night Wrist и Diamond Eyes. В августе 2011 года вышел пятый и последний клип на песню из альбома Diamond Eyes — «Beauty School». Видео представляет собой нарезку кадров с выступлений группы в турне, посвящённом альбому Diamond Eyes в 2010—2011 годах. В сентябре 2011 года группа завершает своё двухлетнее турне концертами в Санкт-Петербурге и Москве. В сентябре группа берёт небольшой отпуск, а после, уже в конце 2011 года снова отправится в студию для записи седьмого студийного альбома.
25 октября 2011 года вышла коллекция всех альбомов Deftones на винилах тиражом 1000 копий под названием The Vinyl Collection 1995—2011. В неё вошли все альбомы группы, начиная с Adrenaline (1995) и заканчивая сборником Covers (2011).
В 2012 году группа выпустила свою новую пластинку Koi No Yokan.
13 апреля 2013 года после продолжительной пятилетней комы умирает басист группы Чи Ченг. Соболезнование выразили известные музыкальные деятели, такие как Слэш, Кори Тейлор, Skrillex, Duran Duran, Korn и другие.
В 2016 году группа выпустила студийный альбом Gore.
В 2020 году группа выпустила новый студийный альбом Ohms. Deftones дважды откладывали совместный тур с Gojira в поддержку Ohms из-за пандемии COVID-19.
В марте 2022 года было объявлено, что басист Серхио Вега покинул группу в начале 2021 года, при этом Вега заявил, что никогда не был официальным участником группы, а был просто басистом по контракту на время своего пребывания в должности. В следующем месяце было объявлено, что Фред Саблан присоединился к группе в качестве концертной замены Веги. К группе на концертах также присоединился гитарист Лэнс Джекман; 20 мая 2022 года было объявлено, что Джекман временно заменит Карпентера во время европейского турне группы 2022 года.

## Музыкальный стиль и влияния
Хотя музыкальный стиль Deftones базируется на хеви-метале, группа тем не менее испытала влияние самых различных направлений музыки.
В своём звучании коллектив сочетает альтернативный метал, арт-рок или арт-метал, экспериментальный рок и экспериментальная музыка, ню-метал, пост-панк, пост-хардкор, дрим-поп, дроун, пост-метал или металгейз, шугейз, стоунер-рок, прогрессивный метал, трип-хоп, глитч, мат-метал, спэйс-рок, психоделическая музыка и дарк-поп.
Изначально группа исполняла музыку в жанре ню-метал, но после издания третьего альбома, White Pony, группа стала экспериментировать с другими направлениями и стилями.
В то же время группа привлекает к себе внимание со стороны музыкальных изданий. Так, Джонни Лофтус писал: «Критики выделяют Deftones на периферию метал-движения [….] Звучание Deftones разнообразно и включает в себя вашингтонский хардкор, а также дрим-поп и альтернативный метал северной Калифорнии».
Питер Бакли, автор The Rough Guide to Rock, назвал группу «одной из самых значительных, мощных и экспериментальных» команд на альтернативной метал-сцене.
Комментируя лирику, Морено в своём интервью Time сказал, что предпочитает «наводить на эмоции, чем прямо объявлять их».
Он также назвал свои тексты неопределёнными и безличными.
Значение группы для метала часто сравнивают с наследием Radiohead в альтернативном роке.

## Состав группы
Текущий состав
- Чино Морено — вокал (1988 — наши дни), ритм-гитара (1999 — наши дни)
- Стивен Карпентер — соло-гитара (1988 — наши дни)
- Фрэнк Делгадо — клавишные, семплы, тёрнтейбл (1999 — наши дни)
- Эйб Каннингем — барабаны (1988—1990, 1993 — наши дни)

Бывшие участники
- Доминик Гарсия — бас-гитара (1988—1990); барабаны (1990—1991)
- Джон Тейлор — барабаны (1991—1993)
- Чи Ченг — бас-гитара(1990—2008; умер в 2013)
- Серхио Вега — бэк-вокал, бас-гитара (2009 — 2021)

Временная шкала

## Дискография
Студийные альбомы
- Adrenaline (1995)
- Around the Fur (1997)
- White Pony (2000)
- Deftones (2003)
- Saturday Night Wrist (2006)
- Diamond Eyes (2010)
- Koi No Yokan (2012)
- Gore (2016)
- Ohms (2020)
- Private Music (2025)